# Гітарний скат
Гітарний скат (Rhinobatos) — рід скатів з родини Гітарні скати. Інша назва — «рохлевий скат». Має 36 видів.

## Опис
Представники цього роду є типовими для своєї родини. Загальна довжина в середньому коливається від 65 см до 1 м. За своєю формою нагадують гітару. Голова невелика, проте не сплощена на відміну від інших скатів. З боків голови йдуть великі та широкі плавці. Рило масивне. Очі великі. Рот невеликий, витягнутий. Тулуб та хвіст кремезні. Від голови до хвоста тягнеться спинний плавець. Шкіра гладенька. Забарвлення спини темніше за черево. Значна частина гітарних скатів має різного роду плями або цятки на спині.

## Спосіб життя
Полюбляють тропічні води на невеликих глибинах. Переважно зустрічаються біля піщаного або мулового ґрунту. Це малорухливі скати, що чатують на здобич, зарившись у ґрунт. Також там ховаються від ворогів. Живляться молюсками, ракоподібними, дрібною рибою, яких всмоктують ротом.
Це яйцеживородні скати. Самиця народжує від 5 до 10 дитинчат.

## Розповсюдження
Мешкають в Атлантичному (переважно біля Південної Америки), Тихому (від Японії та Кореї до Австралії) та Індійському (від південної Індії до південної Африки) океанах.

## Види
- Rhinobatos albomaculatus  Norman, 1930
- Rhinobatos annandalei  Norman, 1926
- Rhinobatos annulatus  Müller & Henle, 1841
- Rhinobatos blochii  Müller & Henle, 1841
- Rhinobatos cemiculus  Geoffroy Saint-Hilaire, 1817
- Rhinobatos formosensis  Norman, 1926
- Rhinobatos glaucostigma  Jordan & Gilbert, 1883
- Rhinobatos holcorhynchus  Norman, 1922
- Rhinobatos horkelii  Müller & Henle, 1841
- Rhinobatos hynnicephalus  Richardson, 1846
- Rhinobatos irvinei  Norman, 1931
- Rhinobatos jimbaranensis  Last, White & Fahmi, 2006
- Rhinobatos lentiginosus  Garman, 1880
- Rhinobatos leucorhynchus  Günther, 1867
- Rhinobatos leucospilus  Norman, 1926
- Rhinobatos lionotus  Norman, 1926
- Rhinobatos microphthalmus  Teng, 1959
- Rhinobatos nudidorsalis  Last, Compagno & Nakaya, 2004
- Rhinobatos obtusus  Müller & Henle, 1841
- Rhinobatos ocellatus  Norman, 1926
- Rhinobatos penggali  Last, White & Fahmi, 2006
- Rhinobatos percellens  Walbaum, 1792
- Rhinobatos petiti  Chabanaud, 1929
- Rhinobatos planiceps  Garman, 1880
- Rhinobatos prahli  Acero P. & Franke, 1995
- Rhinobatos productus  Ayres, 1854
- Rhinobatos punctifer  Compagno & Randall, 1987
- Rhinobatos rhinobatos  Linnaeus, 1758
- Rhinobatos sainsburyi  Last, 2004
- Rhinobatos salalah  Randall & Compagno, 1995
- Rhinobatos schlegelii  Müller & Henle, 1841
- Rhinobatos spinosus  Günther, 1870
- Rhinobatos thouin  Lacepède, 1798
- Rhinobatos thouiniana  Shaw, 1804
- Rhinobatos variegatus  Nair & Lal Mohan, 1973
- Rhinobatos zanzibarensis  Norman, 1926